# Урняк (Арский район)
Урняк — посёлок в Арском районе Республики Татарстан.
Рядом протекает река Казанка. В поселке находятся Лесхозская средняя школа,
ГБОУ НПО Профессиональный лицей № 77, мечеть.
Основное предприятие посёлка — ГБУ «Арское лесничество».
Организационно-правовая форма: государственное бюджетное учреждение.
Род деятельности: лесная, лесоперерабатывающая промышленность.
Выпускаемые товары: лес круговой, срубы, мочальные изделия, дрова, пиломатериалы, хвойно-витаминная мука.
Арский лесхоз образован в 1932 г. Расположен на территории Арского, Балтасинского и Атнинского административных районов. Общая площадь земель лесного фонда составляет 30692 га, в том числе покрытая лесом — 30019 га, из них лесные культуры 17600 га. Несомкнувшиеся лесные культуры 944 га.
В состав лесхоза входит 5 лесничеств:
Балтасинское — 6500 га;
Кинерское — 5837 га;
Килеевское — 4216 га;
Сурнарское — 6670 га;
Тукайское — 7969 га.
Распределение общей площади по группам лесов:
I группа — 10085 га;
II группа — 20607 га.
Распределение покрытой лесом площади по преобладающим породам:
хвойные всего — 17917 га (в том числе: Сосна — 10524 га; Ель — 6938 га);
твердолиственные всего — 1290 га (в том числе: Дуб — 1136 га);
мягколиственные всего — 10800 га (в том числе: Береза — 3746 га; Осина — 2297 га; Липа — 3826 га);
кустарники — 12 га.
Общий запас древесины 5181,1 тыс.м3. Расчетная лесосека 23,7 тыс.м3.